# Axel Óskar Andrésson
Axel Óskar Andrésson (27 gennaio 1998) è un calciatore islandese, difensore dell'Afturelding.

## Carriera

### Club
Ha giocato nella prima divisione norvegese, in quella lettone ed in quella svedese.

### Nazionale
Dopo numerose presenze nelle nazionali giovanili islandesi, nel 2019 ha giocato 2 partite con la nazionale maggiore.

## Palmarès

### Club

#### Competizioni nazionali
- 1. divisjon: 1

Viking: 2018
- Coppa di Norvegia: 1

Viking: 2019